# Bob Rock
Robert Jens Rock (Winnipeg, 19 de abril de 1954) ou Bob Rock, como é popularmente conhecido, é um produtor musical canadense que passou grande tempo a trabalhar com a banda norte-americana de heavy metal, Metallica. É quem toca baixo no álbum St. Anger da banda, lançado em 2003. Além do Metallica, Bob já produziu bandas como Aerosmith, The Cult, Bon Jovi, Mötley Crüe, 311, Our Lady Peace, The Offspring, Bush e mais recentemente com Black Veil Brides.

## Biografia
Bob começou sua carreira como guitarrista e co-fundador do The Payolas. Ao mesmo tempo, ele foi contratado como engenheiro assistente no Little Mountain Sound Studios, em Vancouver, e depois se tornou um dos mais respeitados e procurados produtores da cena rock internacional.
Bob Rock é famoso por ter uma influência significativa sobre a música de algumas bandas de heavy metal e hard rock, suavizando e tornando-o menos extremas. Esse estilo de rock pode ser visto, no álbum do Metallica em comparação com aqueles produzidos por ele (até St. Anger, em 2003). A mudança no estilo do Metallica como resultado de sua parceria com o Bob também foi uma fonte de críticas e ataques pelo fabricante dos antigos fãs do grupo. Algo semelhante aconteceu com o lançamento do Mötley Crüe. Entre os outros artistas que tem utilizado Bob como produtor, pode-se citar Bon Jovi, Cher, The Cult, David Lee Roth, Skid Row, Veruca Salt, Nina Gordon, etc.
Embora essencialmente um produtor, Bob, ocasionalmente, assume o papel de músico. Em 1993, ele formou um grupo chamado Rockhead, que gravou um único álbum auto-intitulado. Em 2003, ele tocou baixo no álbum "St. Anger" do Metallica (na época o cargo de baixista estava vago no grupo). Essa fase de Bob, como baixista da banda, pode ser vista no documentário Some Kind of Monster.
Em 2003, colaborou na criação do álbum de tributo a banda Ramones We're a Happy Family.
Em 2005, a hostilidade dos primeiros fãs do Metallica para o trabalho de Bob Rock tomou a forma de uma petição internacional online pedindo para que o grupo mudasse o produtor. O pedido foi finalmente aceito, e o Metallica disse que seu próximo álbum ("Death Magnetic", 2008) foi produzido por Rick Rubin, conhecido por suas colaborações com bandas como Slayer, Red Hot Chili Peppers, System Of A Down, Slipknot, Johnny Cash, e Linkin Park.
Em 2008, ele colaborou com a prole na criação do álbum de estúdio da banda The Offspring, o Rise and Fall, Rage and Grace.

## Discografia

### Discografia - Músico
- 1981 - Payola$ - In a Place Like This
- 1982 - Payola$ - No Stranger to Danger
- 1982 - Strange Advance - Worlds Away
- 1983 - Payola$ - Hammer on a Drum
- 1985 - Paul Hyde & The Payola$ - Here's the World For Ya
- 1986 - Zappacosta - A to Z - Guitar
- 1987 - Rock and Hyde - Under the Volcano
- 1989 - Mötley Crüe - Dr. Feelgood
- 1992 - Rockhead - Guitar - backing vocals
- 2003 - Metallica - St. Anger - Bass guitar/writing
- 2007 - Payola$ - Langford Part 1

### Discografia - Engenheiro/Mixer
- 1979 - Prism - Armageddon
- 1979 - Survivor - Survivor
- 1980 - Private Lines (banda) - Trouble in School - assistant engineers
- 1980 - Prism - Young and Restless
- 1980 - Loverboy - Loverboy
- 1980 - Modernettes - Teen City
- 1981 - Loverboy - Get Lucky
- 1982 - Strange Advance - Worlds Away
- 1982 - Payola$ - No Stranger to Danger
- 1983 - Loverboy - Keep it Up
- 1983 - Payola$ - Hammer on a Drum
- 1984 - Krokus - The Blitz
- 1984 - Chilliwack - Look in Look Out
- 1985 - Paul Hyde and the Payolas - Here's the World for Ya
- 1985 - Northern Lights - "Tears are Not Enough"
- 1985 - Black 'n Blue - Without Love
- 1986 - Zappacosta - A to Z
- 1986 - Honeymoon Suite - The Big Prize
- 1986 - Paul Janz - Electricity
- 1986 - Bon Jovi - Slippery When Wet
- 1987 - Rock and Hyde - Under the Volcano
- 1987 - Loverboy - Wildside
- 1987 - Aerosmith - Permanent Vacation
- 1988 - Bon Jovi - New Jersey
- 1989 - Paul Dean - Hard Core

### Discografia - Produtor
- 1979 - Young Canadians - Hawaii (EP)
- 1979 - The Subhumans - Death Was Too Kind (EP)
- 1980 - Pointed Sticks - Perfect Youth
- 1981 - Payola$ - In a Place Like This
- 1986 - Zappacosta - A to Z
- 1987 - Rock and Hyde - Under the Volcano
- 1988 - Kingdom Come - Kingdom Come
- 1988 - Colin James
- 1989 - The Cult - Sonic Temple
- 1989 - Blue Murder - Blue Murder
- 1989 - Mötley Crüe - Dr. Feelgood
- 1990 - Little Caesar - Little Caesar
- 1990 - Electric Boys - Funk 'o Metal Carpet Ride
- 1991 - David Lee Roth - A Little Ain't Enough
- 1991 - Metallica - Metallica
- 1991 - Mötley Crüe - Decade of Decadence (new material)
- 1992 - Cher - "Love Hurts"
- 1992 - Bon Jovi - Keep the Faith
- 1992 - Rockhead - Rockhead
- 1993 - Quireboys - Bitter Sweet & Twisted
- 1994 - Mötley Crüe - Mötley Crüe
- 1994 - The Cult - The Cult (album)
- 1995 - Skid Row - Subhuman Race
- 1996 - Metallica - Load
- 1997 - Metallica - ReLoad
- 1997 - Veruca Salt - Eight Arms to Hold You
- 1998 - Metallica - Garage Inc. (Disc 1)
- 1998 - Bryan Adams - On a Day Like Today
- 1998 - Mötley Crüe - Greatest Hits (new material)
- 1999 - Tal Bachman
- 1999 - Metallica - S&M
- 2000 - Moffatts - Submodalities
- 2000 - Nina Gordon - Tonight and the Rest of My Life
- 2000 - Paul Hyde - Living off the Radar
- 2001 - American Hi-Fi - American Hi-Fi
- 2001 - Antifreez - The Sunshine Daisies
- 2001 - The Cult - Beyond Good and Evil
- 2002 - Our Lady Peace - Gravity
- 2003 - Tonic - Head on Straight
- 2003 - Metallica - St. Anger
- 2004 - The Tea Party - Seven Circles
- 2004 - Simple Plan - Still Not Getting Any...
- 2005 - Mötley Crüe - Red, White & Crüe (new material)
- 2005 - Our Lady Peace - Healthy in Paranoid Times
- 2006 - Nina Gordon - Bleeding Heart Graffiti
- 2006 - Lostprophets - Liberation Transmission
- 2006 - Joan Jett & the Blackhearts - Sinner
- 2006 - The Tragically Hip - World Container
- 2007 - Payola$ - Langford Part 1
- 2007 - Michael Bublé - Call Me Irresponsible
- 2008 - Gavin Rossdale - Wanderlust
- 2008 - The Offspring - Rise and Fall, Rage and Grace
- 2008 - The Sessions - The Sessions Is Listed As In A Relationship
- 2008 - D.O.A - Northern Avenger
- 2009 - The Tragically Hip - We Are The Same
- 2009 - Michael Bublé - Crazy Love
- 2009 - 311 - Uplifter
- 2010 - Michael Bublé - Crazy Love (Hollywood Edition)
- 2011 - Bush  - Everything Always Now
- 2011 - Ron Sexsmith - Long player, late bloomer
- 2011 - The Offspring - Untitled Ninth Studio Album
- 2011 - Mötley Crüe - Untitled Tenth Studio Album
- 2011 - 311 - Universal Pulse
- 2011 - Bush  - The Sea of Memories
- 2011 - Jann Arden  - Uncover Me 2
- 2011 - Michael Bublé - Christmas
- 2012 - The Cult - Choice of Weapon
- 2012 - The Offspring - Days Go By
- 2012 - Nelly Furtado - The Spirit Indestructible
- 2013 - Michael Bublé - To Be Loved
- 2014 - The Offspring